# Přetlaková kabina

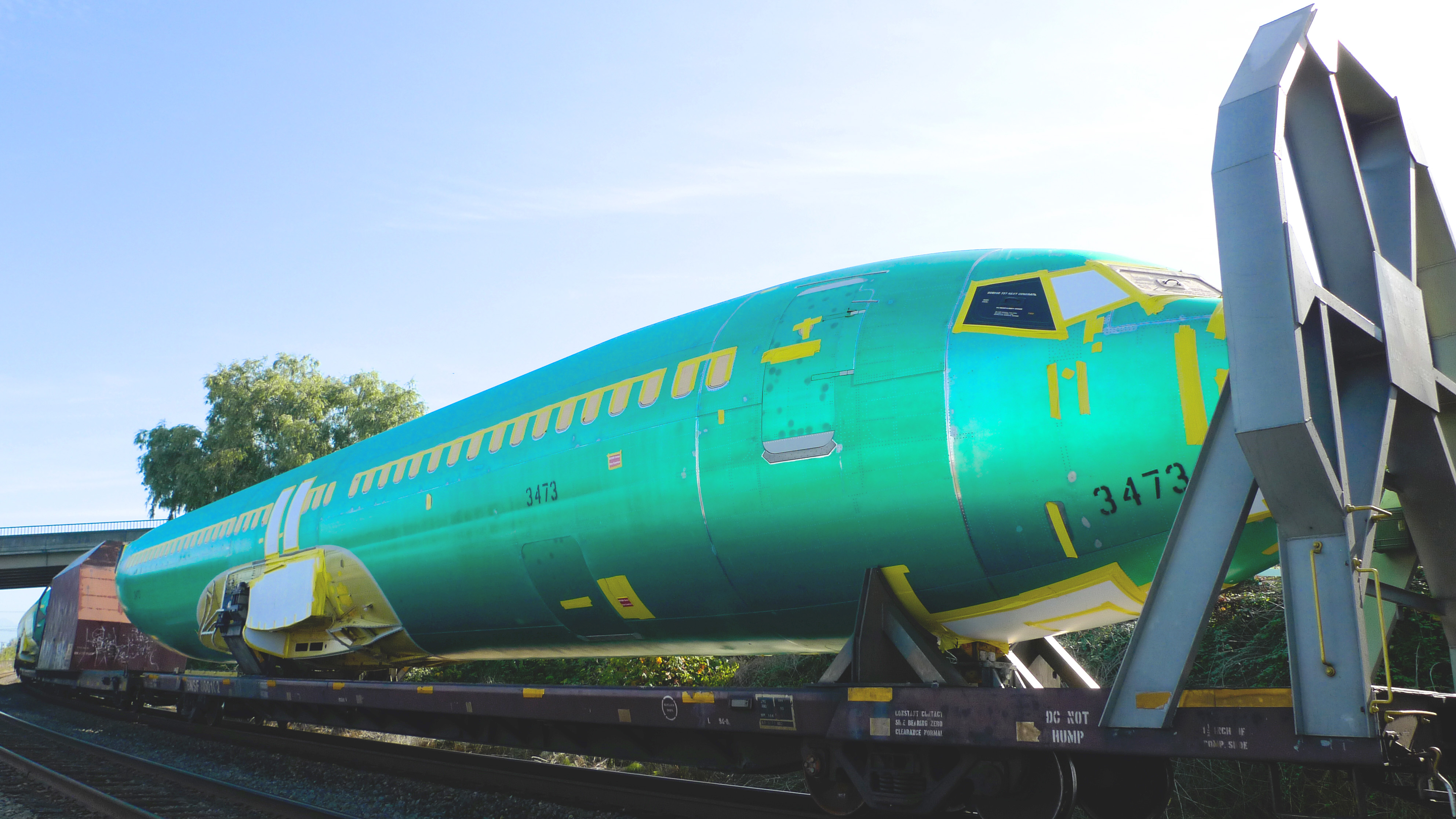
Trup dopravního letadla (zde Boeing 737) tvoří téměř válcovou tlakovou nádobu.

Přetlakování kabiny je proces, při kterém se do kabiny letadla nebo kosmické lodi čerpá upravený vzduch, aby se pro lidi ve vysokých nadmořských výškách vytvořilo bezpečné a pohodlné prostředí. U letadel je tento vzduch obvykle odváděn od kompresoru (dvou)proudových motorů a u kosmických lodí je přepravován ve vysokotlakých, často kryogenních nádržích. Vzduch je před distribucí do kabiny ochlazován, zvlhčován a míchán s recirkulovaným vzduchem pomocí jedné nebo více klimatizační soustavy letadla.
První experimentální tlakové systémy se začaly používat ve 20. a 30. letech 20. století. Ve 40. letech 20. století vstoupil do služby Boeing 307 Stratoliner - první komerční letadlo s přetlakovou kabinou. Tato praxe se rozšířila o dekádu později, zejména s příchodem britského proudového letadla de Havilland Comet v roce 1949. Nicméně dvě fatální havárie v roce 1954 dočasně Comet po celém světě uzemnily. Tyto nehody byly zkoumány a bylo zjištěno, že je způsobila kombinace progresivní únavy kovu a namáhání pláště letadla způsobené tlakem. Vylepšené zkoušky zahrnovaly několik testů celého trupu v plném rozsahu ve vodní nádrži a získané klíčové technické principy byly aplikovány na konstrukci následujících proudových dopravních letadel.
Let Aloha Airlines 243 v roce 1988 s letounem Boeing 737-200, který během letu utrpěl fatální havárii kabiny, byl způsoben především pokračujícím provozem letadla, přestože nashromáždilo více než dvojnásobný počet letových cyklů, než na který byl jeho drak navržen.